# Opalvorkommen in Australien

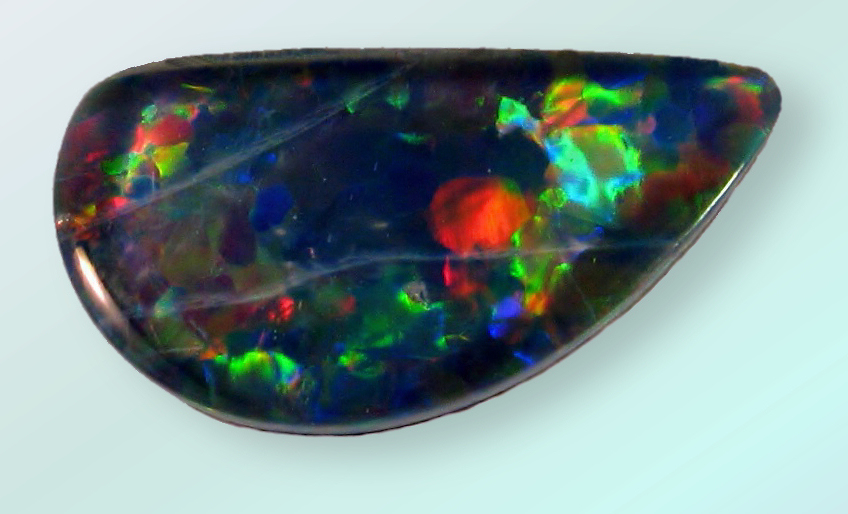
Schwarzopal mit grünem und rotem Farbenspiel

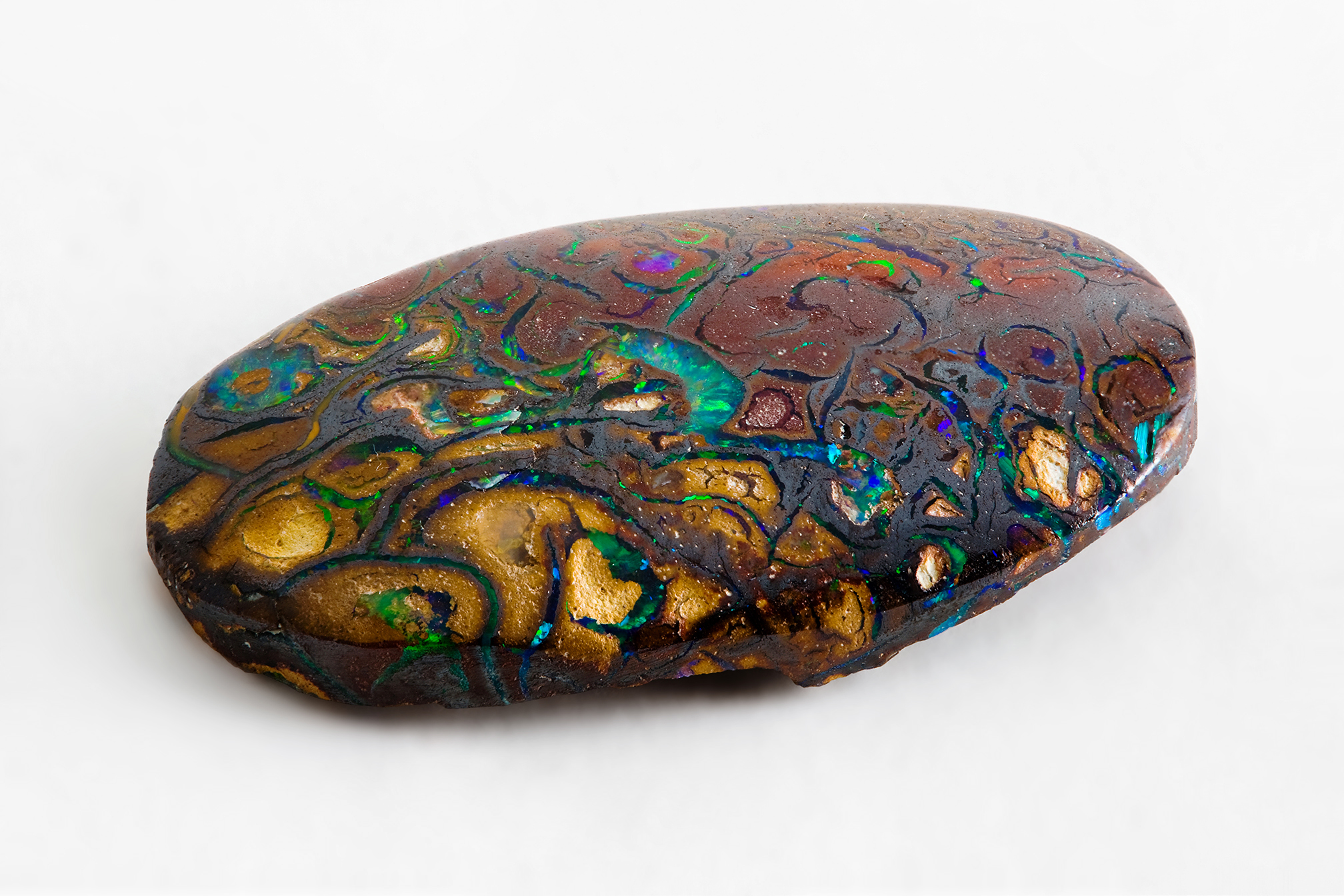
Opal aus Yowah in Queensland, Australien (Länge etwa 20 mm)

Die Opalvorkommen in Australien befinden sich in Queensland, New South Wales und South Australia. Sie erstrecken sich allein im Bundesstaat Queensland über ein Gebiet von 300 Kilometern Breite und etwa 1.000 Kilometern Länge. Am 27. Juli 1993 erklärte die australische Regierung den Opal zum nationalen Symbol, somit zum Edelstein Australiens.
Diese Lagerstätten nehmen international die führende Position ein, wobei Australien den Welthandelsbedarf zwischen 2007 und 2008 mit einem Anteil von 95 bis 97 Prozent decken konnte.

## Opale
Opale werden in zwei Gesteinen gefunden: in Australien vor allem in Sedimentiten und nur an wenigen Orten in Vulkaniten.
Opal (SiO2•nH2O) ist eine wasserhaltige Verbindung von Silizium und Sauerstoff, die in amorpher Form vorliegt und chemisch mit Quarz vergleichbar ist, der im Unterschied dazu ein Kristallgitter hat. Opale variieren mit einem Wasseranteil, der in die Opal-Festkörper eingebunden ist, von 2 bis 20 Prozent und die Edelopale von 6 bis 10 Prozent.
Der Unterschied zwischen dem Gemeinen Opal, in Australien Potch genannt, und Edelopal, der zu Schmuck verarbeitet wird, liegt im fehlenden Farbenspiel. Die Farben des Opals (Schwarz, Weiß, Grau, Blau, Grün und Orange) hängen – unabhängig vom Farbenspiel – von der chemischen Zusammensetzung der sie umgebenden Gesteine und den darin enthaltenen Spurenelementen wie Eisen, Kobalt, Kupfer, Nickel, Silber usw. ab.
Das Farbenspiel des Edelopals hängt von den Lagen von Myriaden kleinster Kieselkugeln und ihrem Durchmesser im Nanometer-Bereich (nm) ab, die das Licht reflektieren.

## Opalarten und Vorkommen
Die Opalfelder in Australien sind großflächig – beispielsweise erstrecken sie sich in Queensland in einem 300 Kilometer breiten und 1.000 Kilometer langen Streifen von tief verwittertem Gestein aus der Kreidezeit, der sich im Nordwesten von Hungerford entlang der Grenze von Queensland und New South Wales, westlich von Cunnamulla, Quilpie, Longreach und Winton bis Kynuna erstreckt.
In Australien gibt es den seltenen feuerflammenden Schwarzen Opal, Dunklen und Hellen Opal, Boulder-Opal, Matrix-Opal, Kristall-Opal und Yowah-Opal. Die meisten Opale Australiens sind sedimentären Ursprungs und vor allem etwa 18 Millionen Jahre alt.
In New South Wales kommen die Schwarzen Opale vor, allerdings nur bei Lightning Ridge, und weitere Opallagerstätten befinden sich bei White Cliffs und Coocoran.
Der Boulder-Opal wird in Queensland gefunden, der in faust- bis metergroßen Gesteinsstücken eingelagert ist. Ferner gibt es dort Opale, die als Yowah-Nuss-Opal bezeichnet werden. Dabei handelt es sich um eingeschlossene Edelopale, die von nussförmigen eisenhaltigen Schalen umgeben sind, die Matrix-Opale. In Queensland liegen die Opalfelder in der Winton-Formation. Eine Besonderheit gibt es in Queensland, die Church Windows, die ein Muster wie Kirchenfenster zeigen. Sie werden nur an wenigen Fundstellen in Yowah, Quilpie und Jundah gefunden. Die Yowah-, Koroit-, Toompine-, Quilpie-, Kyabra-Eromanga-, Bulgroo-, Yaraka-, Jundah-, Opalton-Mayneside- und Kynuna-Felder sind die bedeutendsten Opal-Fundstätten in Queensland. Die Opal-Fundstätte von Springsure ist in Australien eine Ausnahme, da die dort vorkommenden Opale vulkanischen und nicht sedimentären Ursprungs sind.
In South Australia werden die meisten Opale gefördert. Dort gibt es vor allem die Hellen Opale, aber auch bei Mintabie Schwarze Opale. Als „Hauptstadt der Opale“ gilt Coober Pedy. Weitere große Abbaugebiete in South Australia befindet sich bei Andamooka, Mintabie und Lambina.
Ferner gibt es die so genannten Holzopale, wobei sich Opal beim Verkieselungsprozess fossiler Hölzer darin einlagerte. In Western Australia wurden Katzenaugenopale gefunden, bei denen sich Asbestminerale einlagerten und ein Lichtband erzeugen, das dem Auge des Betrachters folgt. Selten sind Opal-Pineapple, die bei White Cliffs vorkommen. Es gibt in Australien auch Opale, die als Matrix-Opale bezeichnet werden, da sie in den Porenräumen von Tuffen sowie in Kieselkonglomeraten auftreten. Als Opalpipe werden in Australien Opale bezeichnet, die in röhrenartigen Hohlräumen von Gesteinen erstarrten.
Die Opalfelder in Australien werden meist in Meilen bezeichnet, wie zum Beispiel Eight Mile Plain, was für ihre Entfernung von der nächstgelegenen Ortschaft steht.

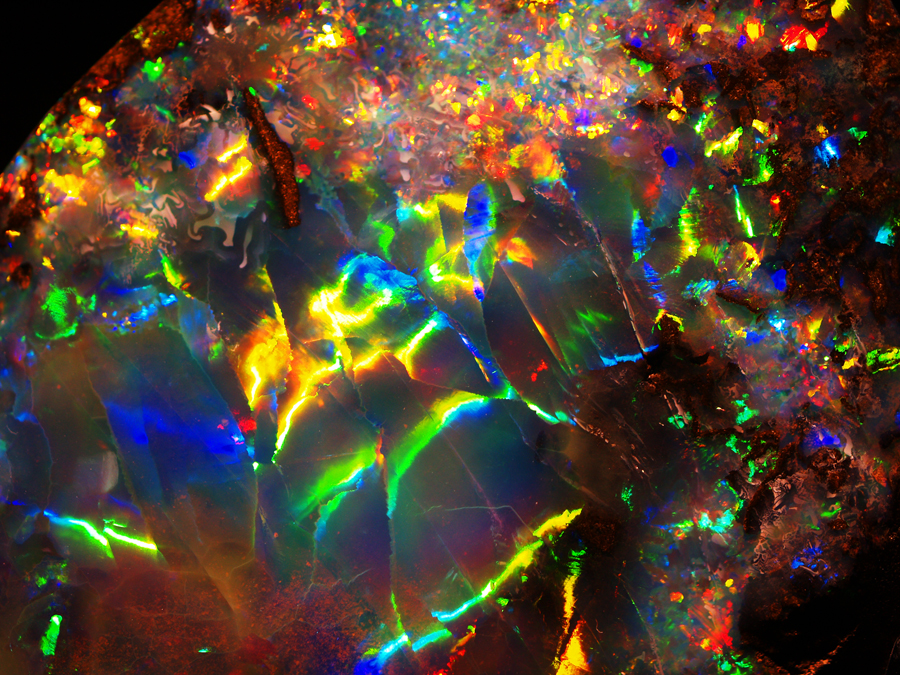
Farbenspiel eines Schwarzen Opals, von einem der größten australischen Opale (2765 Karat)
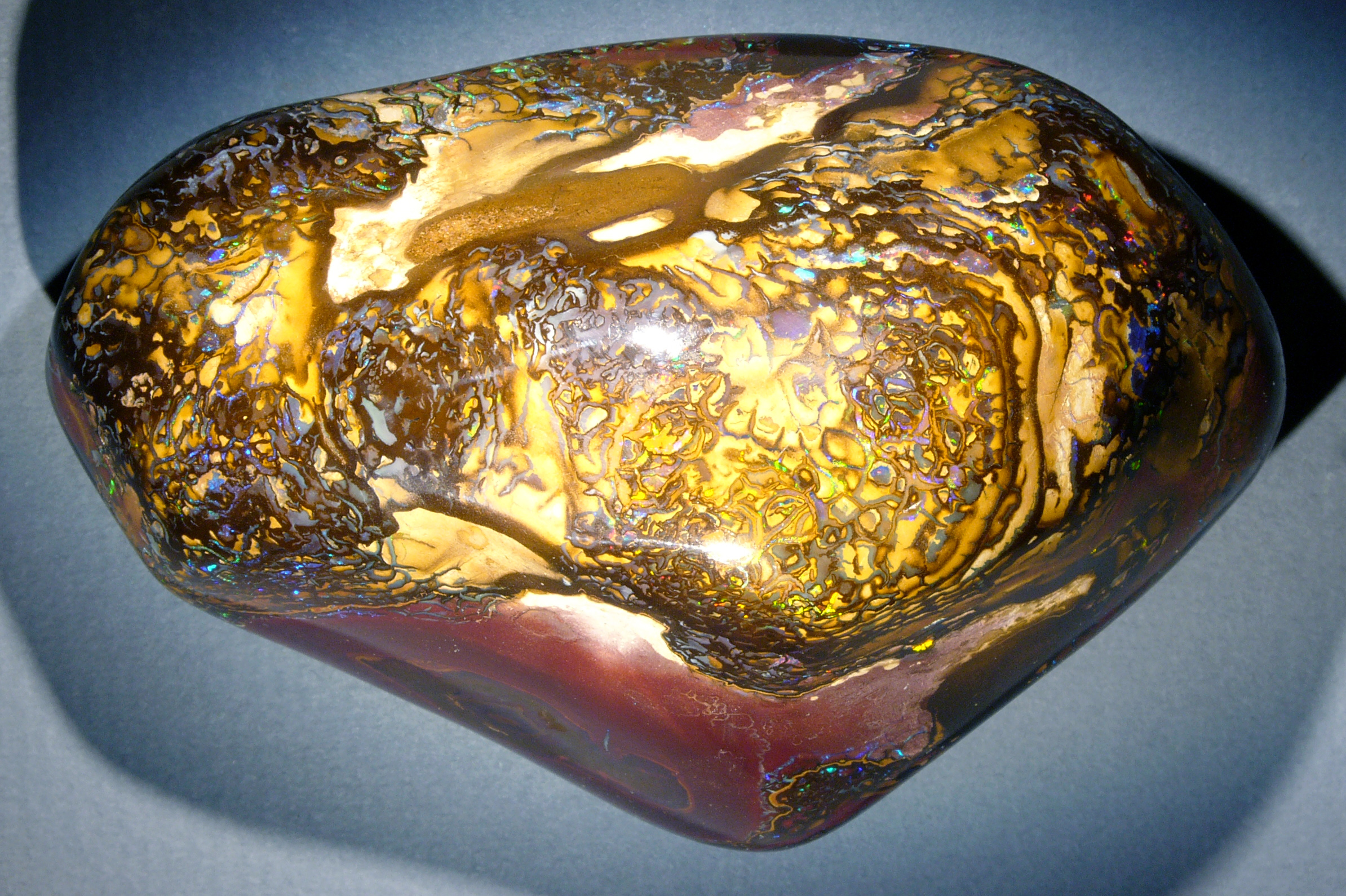
Boulder Opal
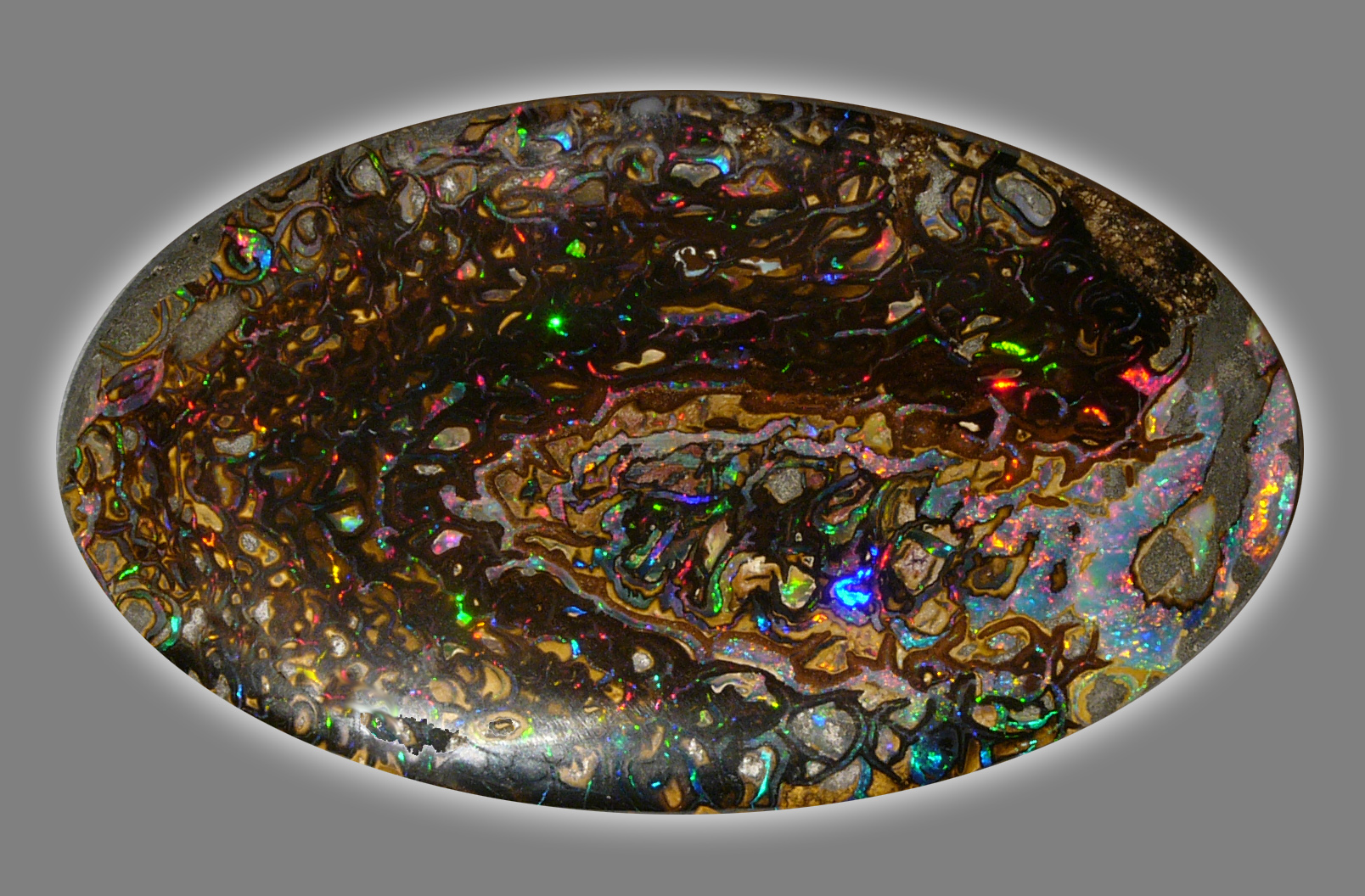
Yowah-Nuss-Opal
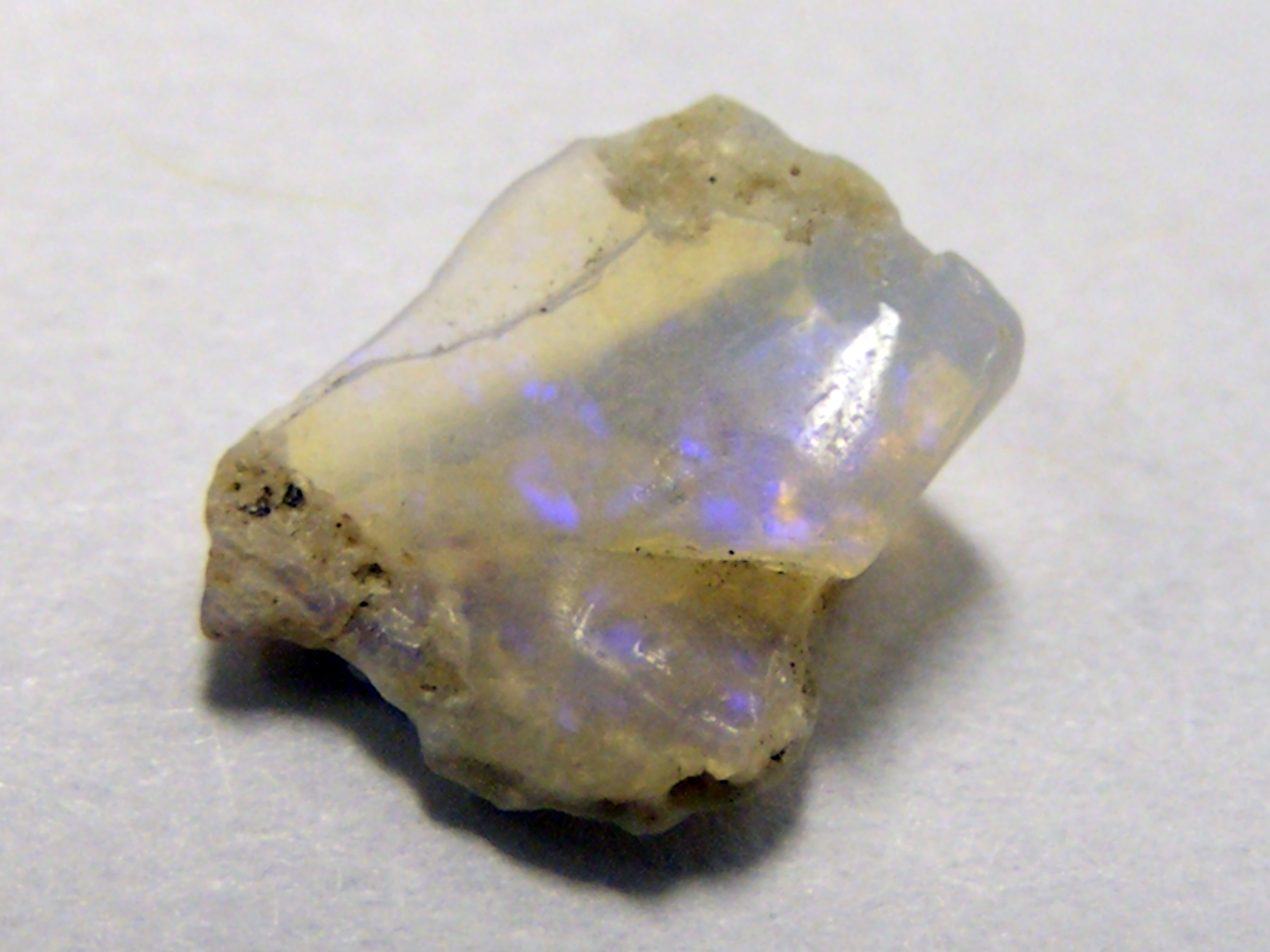
Ein Gemeiner Opal, ein „Potch“, kein Edelopal
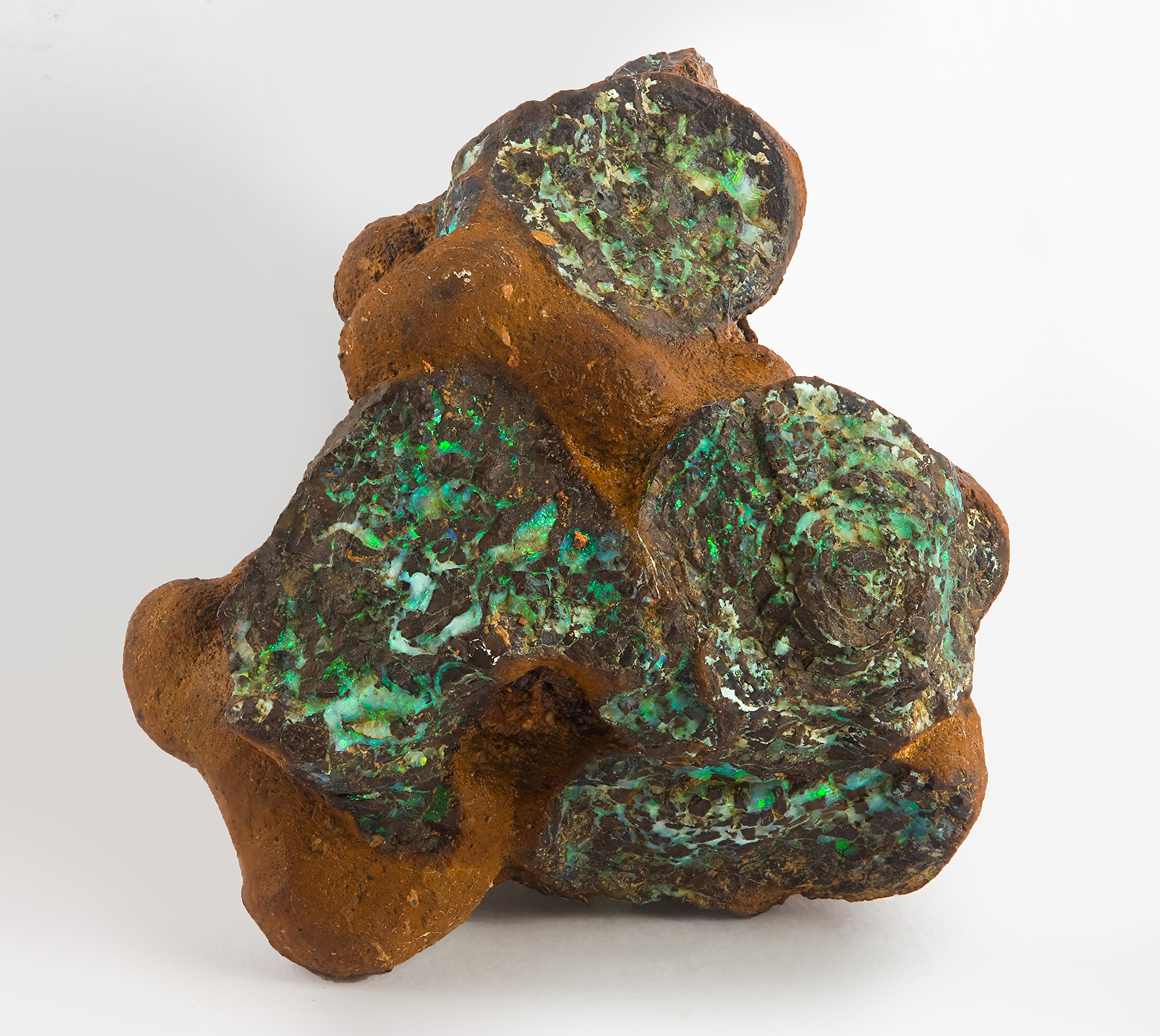
Boulderopal, gefunden an der Carisbrooke Station bei Winton in Queensland

## Entstehung

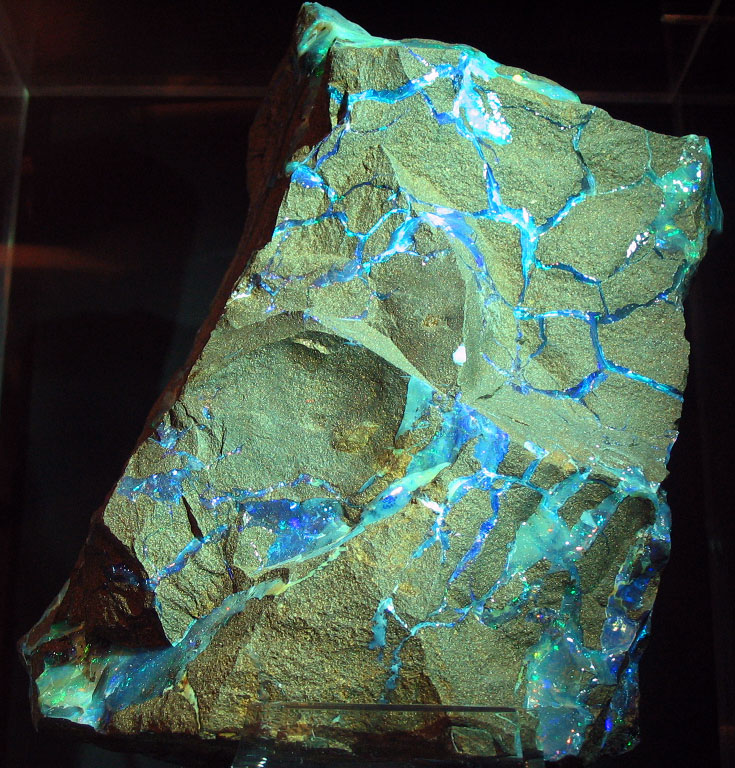
Spaltenausfüllung durch Opal

Die australischen Opallagerstätten befinden sich in einem Sedimentbecken, dem Great Artesian Basin aus dem Mesozoikum, das etwa ein Fünftel Australiens bedeckt und aus Sedimentabfolgen der Jura und der Kreide besteht.
Opale gehen aus Kieselsäurelösungen hervor, die durch langsamen Wasserverlust über ein Kieselsäure-Gel in eine feste Konsistenz übergegangen sind. Im Rahmen dieses Prozesses entstanden kieselsäurehaltige Flüssigkeitsansammlungen in Hohlräumen aller Art. Der Verdunstungsablauf des dabei beteiligten Wassers und sein verbleibender Restanteil bestimmt die Art und Weise der Opalbildung. Weitere Ausgangsvoraussetzungen stellen die Wechselzyklen von trockenen und feuchten Klimaperioden sowie die Verwitterungsprodukte vorhandener Tonminerale dar.
Die Opalvorkommen werden heute als ein Ergebnis von Verwitterungsprozessen angesehen, bei denen Kieselsäurelösungen in Tone, Sande, Gerölle kreidezeitlicher Flussläufe und Sandsteine sowie in feinkörnige, tonreiche Mergelschichten und grobkörnige Konglomeratbändern eindrang. Hier bildet der Opal oft eine Ausfüllung von Porenräumen in den körnigen Sedimentstrukturen, die sich auch als Zementation zeigen kann. Auf diese Weise füllten sich ebenso vorhandene Lineamente unterschiedlicher Entstehungsursachen, Hohlräume in Verwerfungszonen und andere planare Diskontinuitäten in Gesteinen. Diese Räume konnten vom Grundwasser durchströmt werden, das darin Kieselsäure-Gele ablagerte.
Die meisten Opale Australiens sind aus komplexen Verwitterungs- und Einkieselungsprozessen im Zeitraum zwischen der Kreide bis zum Tertiär vor 17 Millionen Jahren hervorgegangen. Neben den sedimentär gebildeten Opalen gibt es wenige in vulkanischen Zusammenhängen entstandene Opallagerstätten in Springsure, im Süden von Brisbane und in Western Australia bei Kalgoorlie. Die geologischen Verhältnisse von Mintabie unterscheiden sich hiervon, da diese Opale in Gesteinen des Paleozoikums zu finden sind, die deshalb unter den Schichten der frühen Kreide liegen.
Nach Jack Towensend werden drei Entstehungsphasen unterschieden: In kieselsäurereichen Grundwässern entstand amorphes Kieselsäure-Gel und anschließend bildeten sich Kieselsphärolithe, auch Kieselkugeln genannt, deren Größe im Nanometer-Bereich (nm) liegt. Amorphes Kieselsäure-Gel und Kieselkugeln setzten sich am Grund von Wasseransammlungen ab und füllten langsam Hohlräume – auch in Fossilien – aus. Kugeln unterschiedlicher Größe setzten sich weiterhin ab und bildeten den Potch (deutsch Gemeiner Opal), den undurchsichtigen und nicht glänzenden Gemeinen Opal und keinen Edelopal. Als sich die Wasserbewegung beruhigte, bildeten sich gleich große winzige Kugeln aus, die das Farbenspiel erzeugen. Durch langsames Wachstum entstanden die so genannten Edelopale mit dem begehrten Farbenspiel. Die Edelopale haben Kugeln in der Größe von 300 bis 150 nm und sind gleichmäßig angeordnet. Die wertvollen Schwarzopale dürften Kugeln mit einem Durchmesser von kleiner 150 nm haben. Diese Prozesse liefen nie gleichförmig ab. Während sich die Kugeln nicht mehr veränderten, konnte das amorphe Kieselsäure-Gel durch Wasserverlust weiter aushärten.
Die Geologen und Prospektoren in Australien diskutieren drei Theorien zur Opalentstehung: Das Weathering Model erklärt sie aus chemisch-mechanischen Prozessen, das Syntectonic Model aus dem Zusammenwirken von mineralreichen Wässern und geologischen Störungen und das Microbe Model aus der Wirkung von Nahrung und Ausscheidungen von Mikroben.

## Geschichte

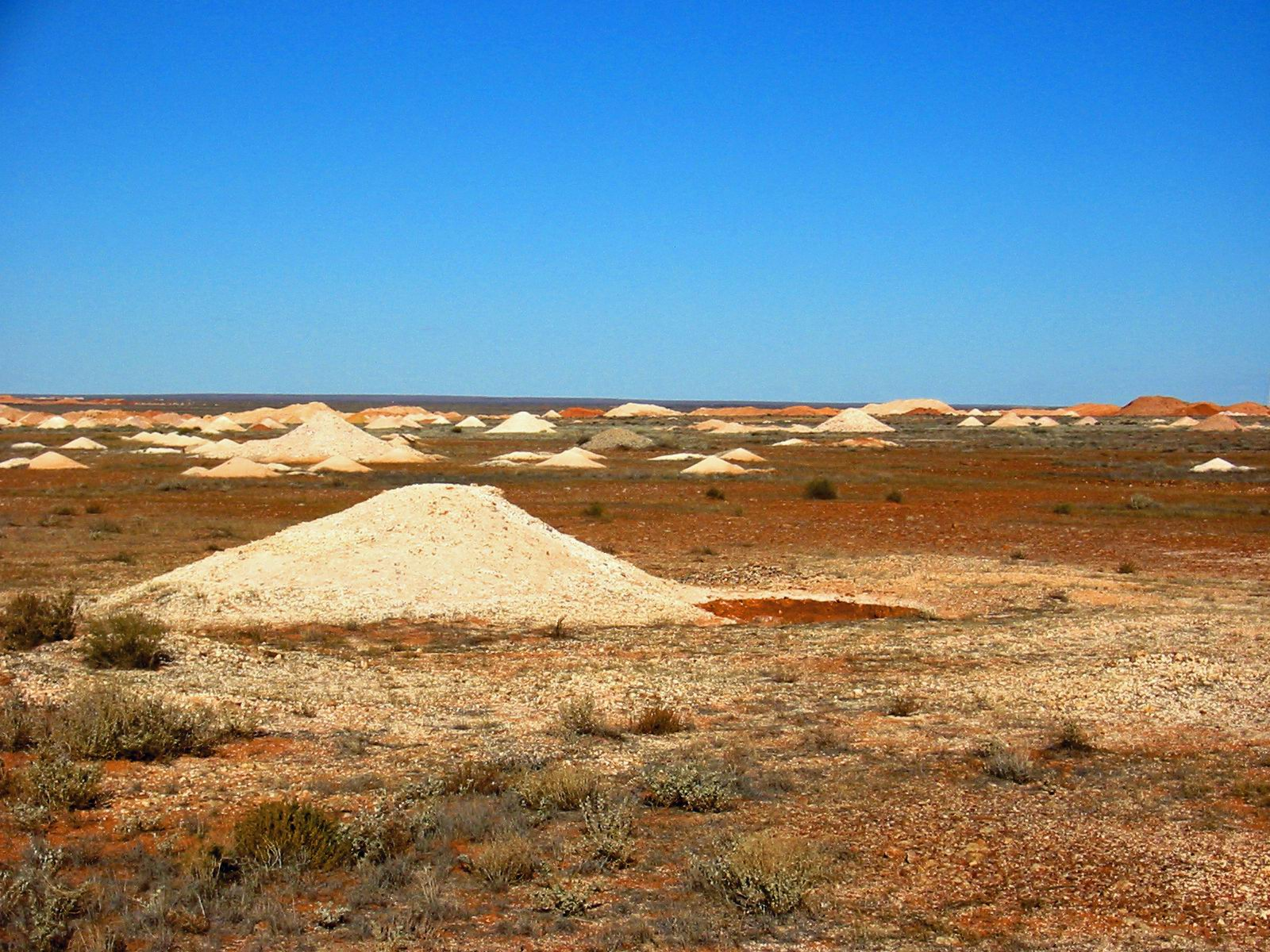
Opal-Abbaufelder bei Coober Pedy

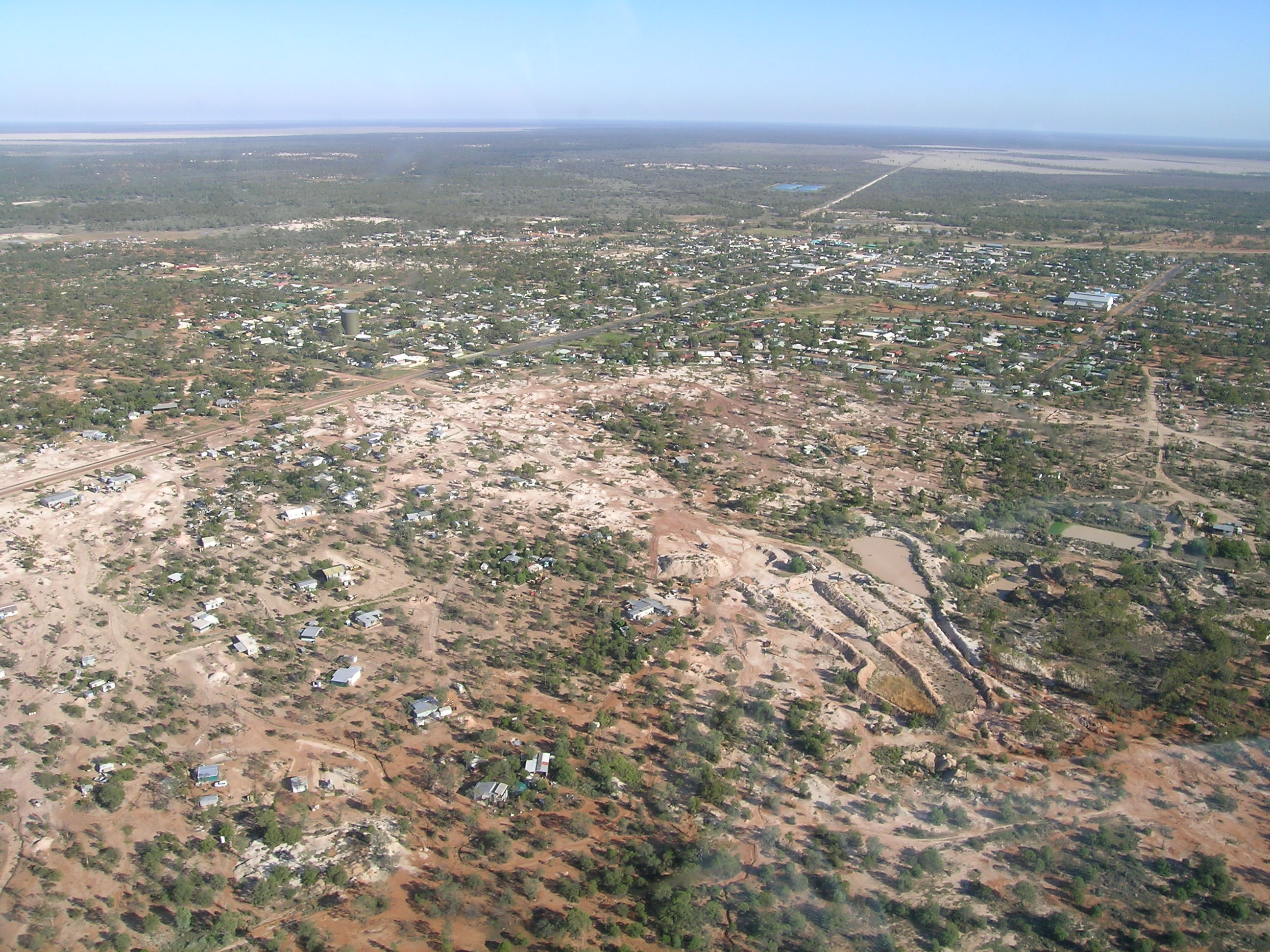
Opal-Abbaufelder von Lightning Ridge

Der erste Europäer, der 1841 einen Gemeinen Opal in Australien entdeckte, war der deutsche Geologe Johannes Menge. Er fand ihn 70 km nordöstlich von Adelaide in South Australia bei der Tarrawilla-Ranch im Gebiet der Flinders Range bei Angaston. Diesem Fund wurde wenig Aufmerksamkeit gewidmet, da es sich um keinen Edelopal handelte.
Schriftlich belegt sind Edelopalfunde aus dem Jahr 1872 bei Adavale und bei Springsure. Der erste kommerzielle Abbau begann in den 1890er Jahren in Queensland bei Kynuna, Opalton, Kyabra, Yowah und Koroit. In den frühen Jahren des 20. Jahrhunderts wurden in White Cliffs in New South Wales mehr Opale als in Queensland gefunden. 1905 entdeckte man in Lightning Ridge, 1915 in Coober Pedy und 1930 in Andamooka Opale.
Während der Weltwirtschaftskrise verfiel die Opal-Förderung und erst in den 1940er Jahren steigerte sich der Abbau durch umfangreiche Funde, wobei die umfangreichste Opalgewinnung in South Australia erfolgte.
Von 1900 bis 1957 wurde Opal vor allem in der Hayricks-Mine in Queensland bei Quilpie gewonnen. In den 1960er Jahren stieg die Nachfrage aus Europa und Asien an. Die Verkauf entwickelte sich allerdings je nach Konjunkturlage unterschiedlich.

## Abbau

### Erkundung
Bis 1987 erfolgte die Erkundung von Opalfeldern in Australien durch händisches Schachten oder mit Calweld-Bohrgerätschaften und das an die Oberfläche transportierte Gestein und der Bohrstaub wurden nach verkieselten Krusten untersucht. Danach wurde der kostengünstigere und schnellere Einsatz von Bohrern mit einem Durchmesser von 230 mm üblich, wobei aufliegender Sandstein durchbohrt und das anfallende Bohrmehl beurteilt wurde. In den vergangenen Jahren wurden Bohrer mit einem Durchmesser von 120 mm eingesetzt. 1986 entwickelte die Geological Survey of New South Wales die geophysikalische Methode SIROTEM zur Erkundung von Opalfeldern, dabei wird der elektrische Widerstand von Sandstein, Tongestein und geologischen Störungen gemessen. Der Vorteil dieser Methode liegt darin, dass große Gebiete in relativ kurzen Zeiträume untersucht werden können. Ferner gibt es Versuche, Opalfelder vom Flugzeug aus zu erkunden.

### Abbaumethoden

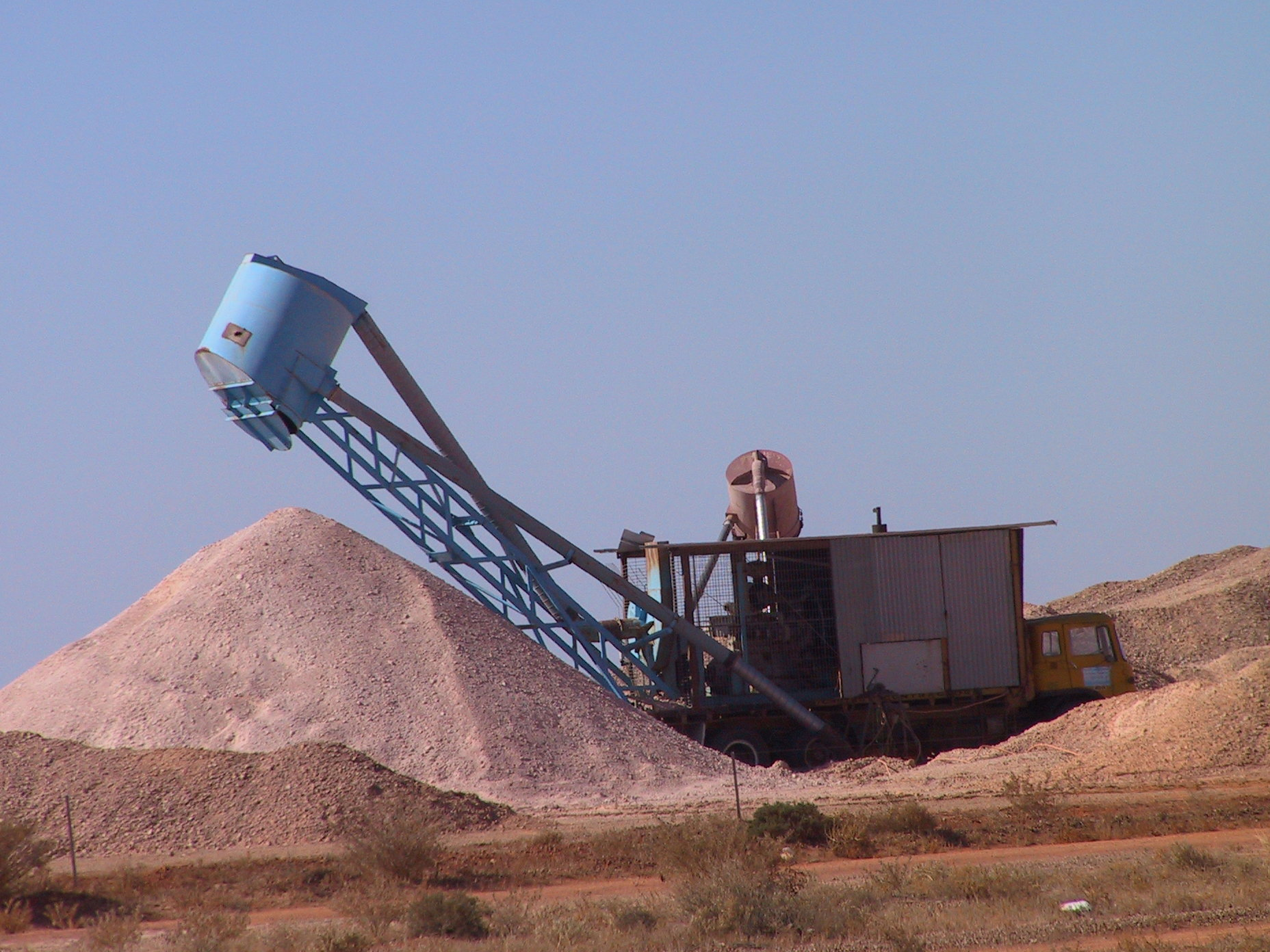
Mobile Gerätschaft für den Opal-Abbau bei Coober Pedy

In den frühen Jahren der Gewinnung lagen die Abbaufelder im fernen Outback, in das die Prospektoren mit Pferden, Verpflegung und Gerätschaften eindrangen. Abgebaut wurde mit Hammer und Meißel, Schächte vorangetrieben und Opale in Eimern an die Oberfläche transportiert, wo man sie sortierte und aufspaltete. Bis in die 1960er Jahre wurden die Schächte per Hand vorangetrieben, inzwischen sind Bohrgeräte, mechanische Winden und Drucklufthämmer im Einsatz. Zum Erschließen der tiefer gelegenen Schichten werden Calweld-Bohrgerätschaften verwendet, die in der Lage sind, Bohrungen von etwa einem Meter Durchmesser bis in eine Tiefe von 20 Metern vorzutreiben.
In Lightning Ridge wurde der erste Untertagebau im Jahr 1901 angelegt. Die senkrechten Schächte werden bis auf eine Tiefe abgeteuft, auf der die Opale vermutet werden. Bis zur Abbauebene werden Opalsucher, Werkzeuge und Geräte abgelassen. Der Abbau folgt den horizontal liegenden opalhöffigen Schichten, wobei auch Explosivstoffe eingesetzt werden. Ein zweiter Schacht wird später für die Luftzirkulation und für den Abtransport des abgebauten Materials angelegt, das Dirt genannt wird. Dirt mit den Opalen wird an die Erdoberfläche befördert und die enthaltenen Opale mit Gebläsen verlesen oder mit Wasserspülungen in großen Mischanlagen, die Betonmischanlagen ähneln, aussortiert.
In den letzten Jahren werden verstärkt Opal-Lagerstätten im Tagebau unter Einsatz von Baggern, Planierraupen und anderen Geräten erschlossen, wovon eine bessere Ausbeute erwartet wird.
In Lightning Ridge können Claims von jedem, auch von Ausländern, für etwa 40 AUD in der Größe von 50 × 50 Metern erworben werden, maximal allerdings je Person zwei. 2008 gab es in Lightning Ridge 4500 Claims.

## Traumzeitgeschichten über Opale
In der Traumzeit der Aborigines haben auch Opale ihren Niederschlag gefunden. In einer Legende war der Opal ein Geschenk aus dem Himmel, von einem Regenbogen, der die Erde berührte und dabei die Farbe dieses Edelsteins schuf.
Eine Traumzeitgeschichte berichtet von der mythischen Taube Mambi, die einen Feuerstock in die Luft schleuderte und als er auf die Erde fiel, zerteilte er sich mit zahlreichen Funken, die in das Gestein bei Coober Pedy einsanken und jeder Funken bildete einen glänzenden Opal.
Eine weitere mündliche Überlieferung nennt den „Großen Opal“, ein Schöpfungswesen, das über das Schicksal der Menschen entscheiden konnte. Nach lange nicht endenden Kriegen zwischen zwei Stämmen der Aborigines bewarfen sie sich aus Mangel an anderen Waffen mit Steinen. Ein Aborigine warf einen großen Felsen in die Luft, der im Horizont stecken blieb und immer größer wurde, bis er aufbrach. Aus dem Felsen schleuderte der „Große Opal“ Blitze heraus. Als er die viele toten Krieger sah, weinte er und seine Tränen entwickelten sich zu einem Regensturm. Als die Sonne auf die Regentropfen fiel, entstand der erste Regenbogen. Seither nehmen die Aborigines um Coober Pedy an, dass ein Regenbogen ein Zeichen dafür ist, dass Stammesgesetze gebrochen wurden.

## Berühmte Opale Australiens

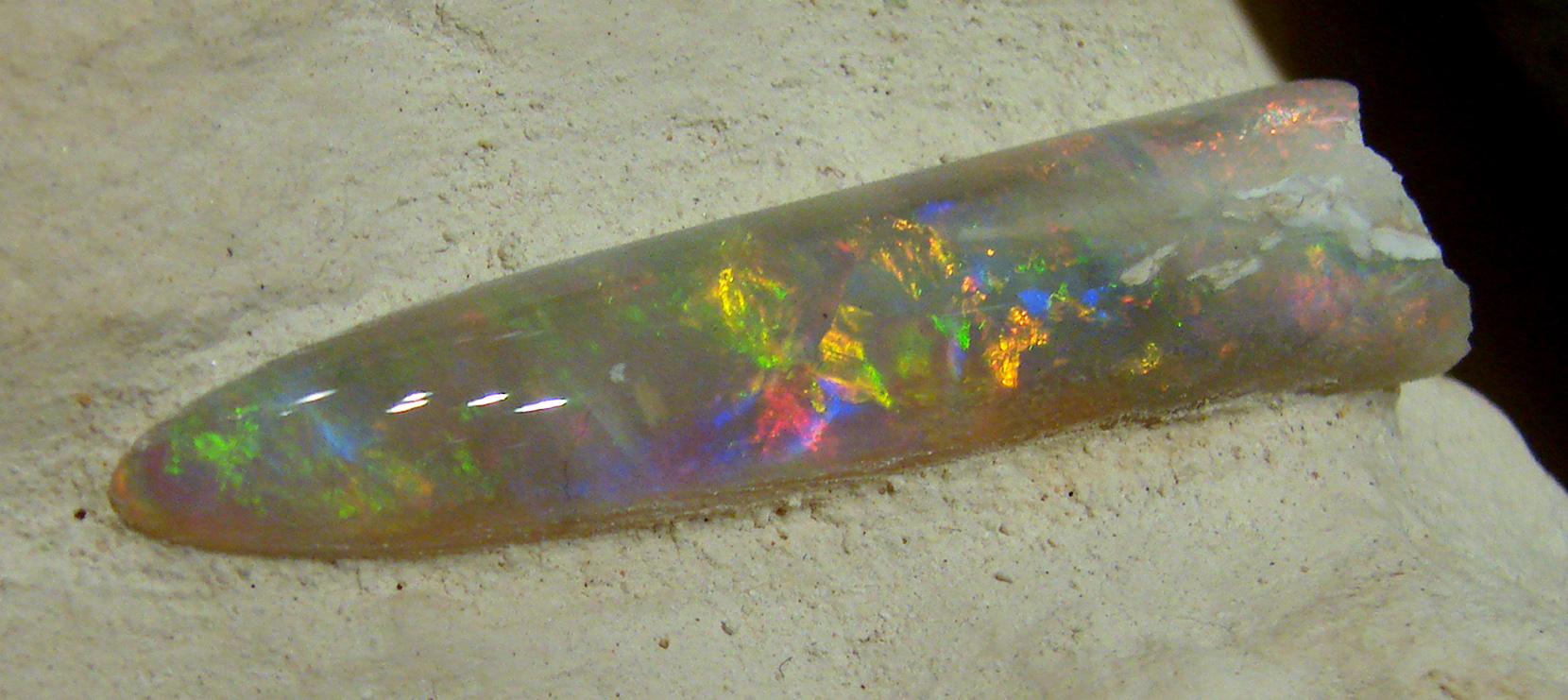
Opalisiertes Belemnitenrostrum aus der Oberkreide von Coober Pedy, ca. 95 Mio. Jahre alt

Ein zu 85 Prozent zu Opal versteinerter Pliosaurier, der in der Presse Eric genannt wird, war ein Vertreter der Gattung Umoonasaurus, der im Süden des Eromanga-Sees – dem heutigen Eromanga-Becken – in der frühen Kreide vor etwa 115 Millionen Jahren lebte. Gefunden wurde der versteinerte Saurier 1987 von einem Bergwerkarbeiter namens Eric bei Coober Pedy, der ihn an einen Geschäftsmann verkaufte. Dieser geriet in finanzielle Schwierigkeiten und damit war Eric wieder käuflich. Nach einer Geldsammlung durch Schüler und einer finanziellen Geldspende von Akrubra Hats konnte das Australian Museum das größte opalisierte Skelett eines Wirbeltiers erwerben und seit 1993 ausstellen.
Der Olympic Australis Opal, der auf AUD 2.500.000 geschätzt wurde, ist ein 23.609,88 Karat (etwa 3,5 kg) schwerer Opal und einer der größten der Erde mit einer Länge von 180 mm, einer Höhe von 120 mm und einer Breite von 115 mm. Gefunden wurde er 1956 bei Coober Pedy. Er ist unpoliert.
Der größte zu einem Edelstein verarbeitete Opal war der Americus Australis mit 16.261,56 Karat (1 Karat = 0,2 Gramm), der im August 1957 im Olympic-Opalfeld bei Coober Pedy in etwa 10 m Tiefe gefunden wurde.
Der Andamooka-Opal, der in rohem Zustand 885,94 Karat wog, wurde 1946 am Stevens Creek bei Andamooka in South Australia gefunden.
Drei Opale, die als Aurora Australis bezeichnet wurden, sind rot-schwarze Opale, wobei der 1938 gefundene geschliffen 180 Karat wog und einen Verkaufspreis von 1 Million US-Dollar erzielte.
Der Galaxy Boulder Opal, der unpoliert etwa 700 Gramm (3.500 Karat) wog, wurde 1956 in der Nähe von Jundah gefunden und auf AUD 1.000.000 geschätzt.
Bekannt sind auch die ovalen Flame Queen Opale. Das sind augenförmig eingelagerte Opale, die von andersfarbigen Opalen umgeben sind. Sie wurden 1914 in Lightning Ridge gefunden.
1907 wurde in diesem Opalgebiet von Koroit ein rundgeformter 15 cm großer Opal von einem einzelnen Arbeiter gefunden, auch einer der größten Opale, die je gefunden wurden. Deshalb erhielt er den Namen Great Australian.

## Sonstiges
New South Wales will den Schwarzen Opal zum bundesstaatlichen Symbol ausrufen und in Lightning Ridge ein Australian Opal Centre aufbauen.
1973 wurde eine australische 8-Cent-Briefmarkenserie mit Abbildung eines Opals von der australischen Post herausgegeben, weiterhin 1995 eine Briefmarke für 1,0 AUD mit der Abbildung eines hellen Opals und eine weitere für 2,50 AUD mit einem schwarzen Opal.
Am 27. Juli 1993 wurde der Opal zum offiziellen Symbol der australischen Nation für Edelsteine erklärt.
In Lightning Ridge befindet sich die größte Sammlung von australischen Opalen und opalisierten Fossilien, das Australian Opal Centre. Es handelt sich um ein nationales Museum, das seine Sammlung in einem zweistöckigen, unter der Erde liegenden, 100 Meter langen Gebäude untergebracht hat. Die Sammlung ist öffentlich zugänglich.